# Trischnaspis bipindensis
Trischnaspis bipindensis är en insektsart som först beskrevs av Karl Hermann Leonhard Lindinger 1909.  Trischnaspis bipindensis ingår i släktet Trischnaspis och familjen pansarsköldlöss. Inga underarter finns listade i Catalogue of Life.